# Drei-Brüder-Kapelle (Elixhausen)

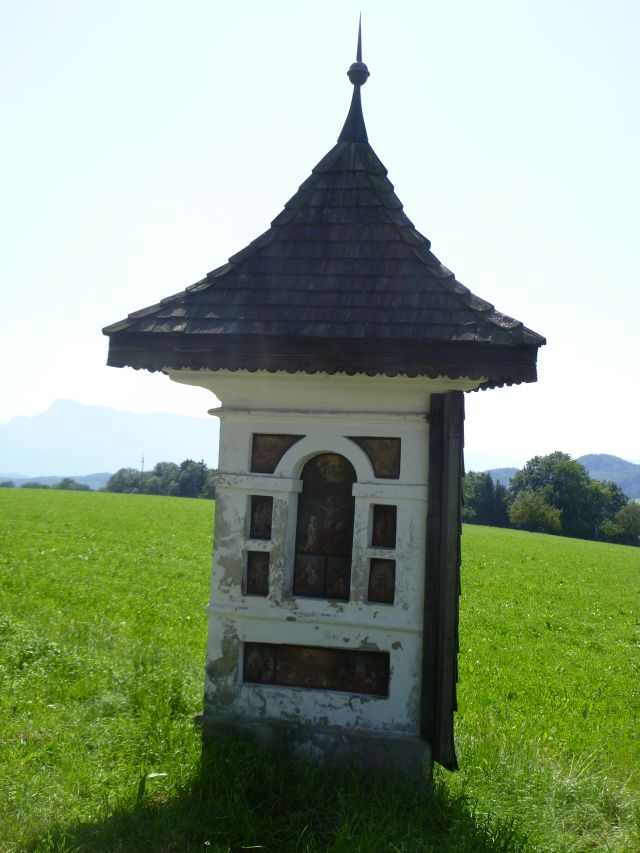
Nordansicht der Drei-Brüder-Kapelle

Die Drei-Brüder-Kapelle ist ein denkmalgeschützter (Listeneintrag) Bildstock in der Gemeinde Elixhausen westlich der Bundesstraße zum Ortsteil Ursprung.

## Geschichte
Das Schloss Ursprung war auf dem Erbwege 1725 an Baron Johann Josef von Rehlingen gekommen. Dieser hatte in Voraussicht etwaiger Erbstreitigkeiten mit Bewilligung des Salzburger Erzbischofs vom 20. Dezember 1767 den Rehlingschen Fideikommiss Ursprung begründet. Dieser Versuch, nach seinem Tod die Unveräußerbarkeit der Rehlingschen Güter zu garantieren, wurde nach seinem Tod 1773 einer harten Probe unterzogen. Die Erbstreitigkeiten waren so heftig, dass nach deren Beilegung die Drei-Brüder-Kapelle gestiftet wurde.
Seit 1993 besitzt die Gemeinde Elixhausen den Bildstock. 1995 wurde der Bildstock um einige Meter seitlich versetzt, um Schäden durch den Straßenverkehr auf der L101 zu vermeiden und um einen Radweg errichten zu können. 2016 wurde der Bildstock generalsaniert.

## Bildstock
Der barocke gemauerte Dreiseitpfeiler trägt über einem Gesims ein Pyramidendach in Schindeldeckung. An zwei Seiten sind in kleinen Nischen Blechbilder, die Heilige, das Gnadenbild Maria Plain, und das Leben Christi darstellen. Von 1951 bis 1952 war eine Restaurierung.

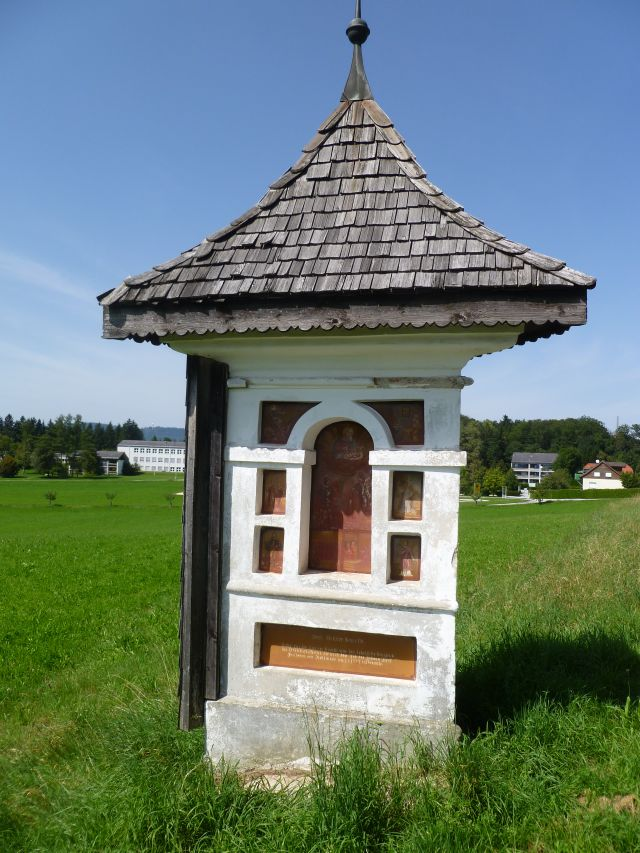
Drei-Brüder-Kapelle, Westansicht
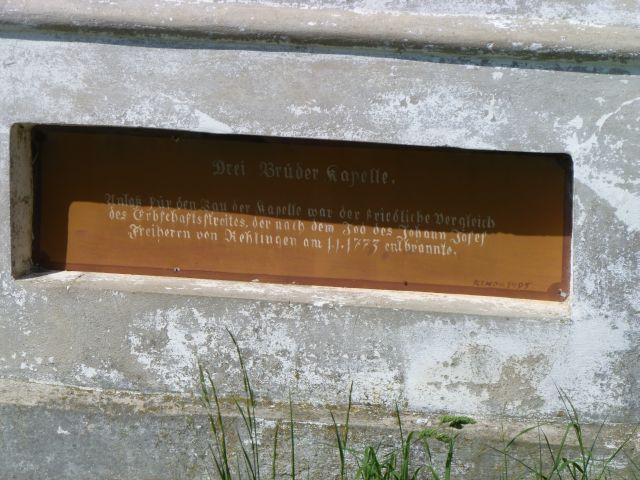
Drei-Brüder-Kapelle, Inschrift
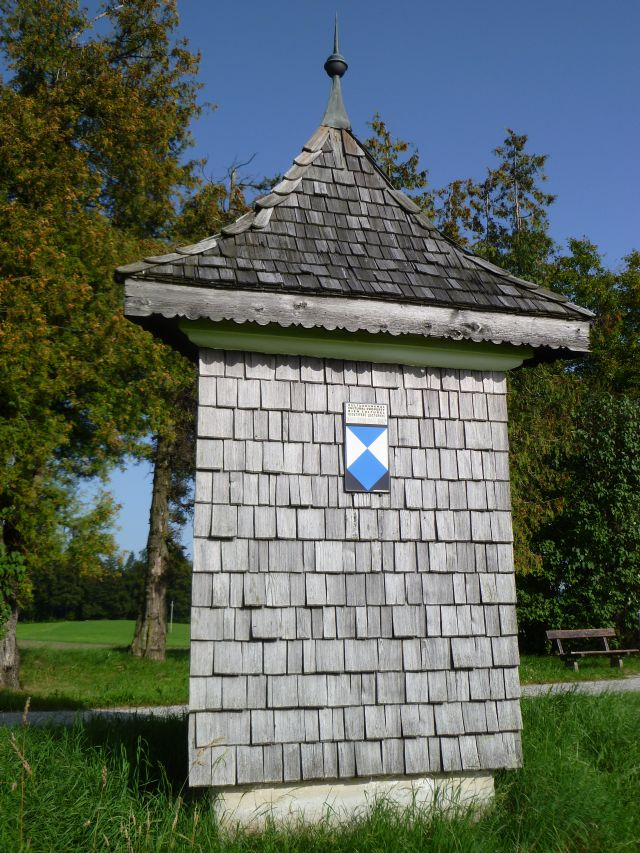
Drei-Brüder-Kapelle, Nordostansicht